# غيوسبينا غراسي
غيوسبينا غراسي (بالإسبانية: Giuseppina Grassi) هي دراجة مكسيكية، ولدت في 29 أغسطس 1976 في مدينة مكسيكو في المكسيك.

## وصلات خارجية
- غيوسبينا غراسي على موقع الاتحاد الدولي للدراجات (الإنجليزية)
- غيوسبينا غراسي على موقع أرشيف الدراجات (الإنجليزية)
- غيوسبينا غراسي على موقع إحصائيات الدراجات الإحترافية (الإنجليزية)
- غيوسبينا غراسي على موقع نسبة الدراجات (الإنجليزية)
- غيوسبينا غراسي على موقع CycleBase (الإنجليزية)
- غيوسبينا غراسي على موقع أوليمبيديا (الإنجليزية)